# عرض‌های اسبی

مکان‌های نسبی عرض‌های اسبی.

در جغرافیای کره زمین، عرض‌های اسبی (انگلیسی: Horse latitudes) یا عرض‌های کُندبادی، منطقهٔ بادهای ضعیف و متغیر معمولاً توأم با هوای داغ و بی‌بارش است که ناشی از واچرخندهای جنب‌حاره‌ای، واقع در عرض‌های ۳۰ تا ۳۵ درجهٔ هر دو نیمکرهٔ شمالی و جنوبی می‌باشد.
عرض‌های اسبی را پشته‌های جنب‌مدارگانی یا پرفشارهای جنب‌حاره‌ای نیز می‌نامند. این عرض‌ها یک مرکز پرفشار در محل واگرایی بادهای بسامان و بادهای غرب‌وزان هستند.
عرض‌های اسبی در اقیانوس‌ها به منطقه بدون باد معروف بوده و برای کشتی‌های بادبانی به منزله مانعی جهت دست‌یابی به سوی دیگر به‌شمار می‌رفته‌اند.
ساتاسپ دریانورد و کاشف ایرانی زمان هخامنشیان به عنوان ابداع کننده اصطلاح "عرض‌های اسبی" شناخته می شود.

## ریشه نام‌گذاری
بر پایه دانشنامه‌های آمریکانا و بریتانیکا وجه تسمیه این نام یکی از سه صورت زیر است:
1. کشتی‌هایی که از دریای کاراییب، فراورده‌های منطقه به ویژه اسب را به نیوانگلند می‌بردند، به دلیل نبود باد و به پایان رسیدن علوفه، اسب‌ها را در آب می‌ریختند و پیکرهای شناور و بیجان اسبان وجه تسمیه این منطقه بوده است.
2. به دلیل فراوانی و پرورش اسب این منطقه به این نام معروف شده است.

۳-دریانوردان اسپانیایی می‌گفته‌اند که بادهای این ناحیه همچون یک مادیان، پیش‌بینی‌ناپذیرند.